# Avá 32-33
Avá 32-33 es una historieta argentina de ciencia ficción que toma como base las características e historias de distintos mitos de la religión guaraní en la Provincia de Misiones como hilo conductor para la construcción de dos nuevos relatos, uno antiguo y otro contemporáneo contados en simultáneo. Los personajes (principales y secundarios) siguen un modelo de antihéroe Kafkiano en su conducta. Y su lenguaje, en partes, utiliza diálogos de la jerga coloquial misionera. Otra característica es el uso de fotomontajes como técnica para mostrar distintos lugares de la Provincia de Misiones, como Cataratas del Iguazú, el Parque Provincial Teyú Cuaré en la localidad de San Ignacio, las minas de piedras preciosas en Wanda y el Puente Internacional San Roque González de Santa Cruz en la frontera de Posadas, Misiones. Fue escrita y dibujada por Juan Pablo Gochez y Alberto Martin Gochez. Se publicó el 1° de agosto de 2010 con Editorial Dunken y posteriormente se publicó una miniserie del libro en el diario El Territorio con el nombre de Avá 32-33: Historias Paralelas. En el año 2012 se presentó el videojuego de Avá 32-33 con un enlace de descarga gratuita en la web.

## Historia
La historia comienza con Nahuel Gómez como uno de los protagonistas. La vida no es fácil para él, la rutina de un aburrido trabajo de repositor de supermercado y los constantes golpes hacia su orgullo y persona, sumados a una vida llena de rechazos amorosos llenan sus pensamientos de un odio terrible hacia toda la sociedad que lo rodea. Esta constante frustración y el odio acumulado a todos los que lo lastimaron es el detonante para que su mente desarrolle la capacidad de comunicarse con seres de una dimensión devastada por una extraña enfermedad que, con la excusa de ofrecerle ayuda lo convierten en la llave, o pasaje entre ambos mundos. Esta capacidad de transportarse entre mundos, ya había sido usada en el pasado por seres que trataron de conquistar la Tierra, aunque sus planes se vieron frustrados por la repentina decisión (de uno de los suyos) de eliminar a todos los seres con esa capacidad de abrir portales, a fin de evitar que esa extraña enfermedad que devora la mente de todos los seres se disemine por todo el universo. Dado que por azar Nahuel posee esa capacidad, los sueños de conquista de los enfermos seres de esa dimensión se ven otra vez en marcha, aunque esta vez los conquistadores traerán también esa terrible enfermedad a nuestro planeta. Para ganar la confianza de Nahuel y dominar su mente, en el primer pasaje logra transportase un ser sobrenatural que comienza a asesinar a todas las personas de su entorno, sin que Nahuel tenga conciencia de que todo lo que sucede es más que un sueño en el que todos sus deseos de venganza se cumplen.
El siguiente protagonista es Dionisio, un policía de la misma ciudad pero a diferencia de sus compañeros el compromiso con su trabajo es intachable. El mismo comienza a seguir el caso de los asesinatos, llamándole la atención que todos son conocidos de Nahuel Gomez. Dionisio decide investigarlo dirigiéndose a la casa de Nahuel Gomez en el Barrio 32-33 para interrogarlo. Al no contestar el sospechoso golpeando la puerta decide entrar forzando la cerradura. Dentro, descubre la aterradora verdad: un ser sobrenatural, con aire fantasmal que dice llamarse POR-HA mantiene cautivo a Nahuel Gomez en estado de trance constante atado a la pared. El policía irrumpe en el preciso momento en que un portal se abre y entran 2 nuevos seres. Dionisio ataca a balazos al monstruo y el mismo escapa al igual que los otros seres. Dionisio suelta a Nahuel que aún no logra salir del trance, y mediante balbuceos sin sentido dice que no puede dejar de traer a los seres hacia este mundo. En ese momento dos nuevos seres (Yasí y Phytrar) ofrecen su ayuda para atrapar a los monstruos y ponen al tanto a Dionisio sobre los acontecimientos ocurridos desde que Nahuel comenzó a tener contacto con la otra dimensión. Algunos de estos seres ya co-habitaban entre los humanos desde hace 600 años, pero quedaron atrapados en este mundo desde que los portales fueron cerrados. Aunque se refugiaron en la selva tratando de no interferir con el desarrollo de la civilización humana. Ciertas comunidades de vez en cuando notaban su presencia y ante el asombro por sus diferencias con nosotros, gestaron alrededor de ellos una imagen deformada y aterradora, pasando a ser considerados como seres sobrenaturales o mitos.
Después de una búsqueda que los lleva a un lugar despoblado, descubren que los seres que cruzaron los portales generados por Nahuel trajeron con ellos esporas con el fin de esparcir esta enfermedad en nuestro planeta. Aunque logran detener a algunos invasores, la mayoría escapa y no pueden perseguirlos por el delicado estado en el que se encuentra Nahuel luego del tremendo esfuerzo al que fue expuesto para traer a los seres de la otra dimensión. Por lo que deciden separarse: Dionisio cuidará de Nahuel para que no vuelvan a atraparlo y los seres buenos (conocidos por nosotros como “mitos”) buscarán a sus compañeros en distintos lugares para dirigirse al lugar en donde los seres decidieron sentar base: el Barrio 32-33.
En la entrada del mismo, la policía y el ejército, los cuales fueron avisados de que los seres estaban creando una colmena en el centro del barrio se preparan para luchar contra ellos, pero son atacados por un nuevo personaje, de características similares al Yasí. Luego de terminar con ellos recoge los cuerpos muertos y se los lleva hacia el barrio para alimentar las esporas. En el hospital 2 agentes del servicio de inteligencia intentan llevarse a Nahuel Gomez para interrogarlo. En ese momento 3 nuevos seres lo raptan y se lo llevan hacia el puente internacional. Dionisio los persigue y al no poder alcanzarlos pide refuerzos. Acude el ejército, el cual acaba con dos de los seres (Mohn-Ark y Mohn-Turk) y los matan rápidamente sin siquiera averiguar cual era su plan. El último Ser: Cass-Ava, mucho más peligroso y astuto se fusiona con Nahuel Gomez para controlar su poder y así generar portales a voluntad propia. Nahuel Gomez intenta resistirse pero la bestia lo domina diciéndole que este es su momento de gloria, ya nadie va a volver a reírse de él. Así logra abrir el portal entre dimensiones por el que comienzan a entrar seres de todo tipo, que atacan a la gente. Al estar aterrorizados, los soldados se disparan entre ellos en su desesperación por defenderse. Luego de ganar la batalla el ejército de otro mundo comienza a marchar hacia el otro lado del puente.
Mientras tanto, nuevos seres conocidos como mitos (Krupp-y, Yacarí, Xaxi, Taa-Takuna, Luh-on) se siguen sumando en la lucha contra los invasores.
Dionisio y un grupo comando intentan poner bombas en los pilares del puente para evitar el paso de los invasores. En el proceso de instalar los explosivos, un monstruo sale del río (K-Por-Ha) y comienza a atacarlos devorando al equipo comando. Dionisio decide distraerlo usando el bote de los comandos, para así dar tiempo a que alguno de ellos accione el disparador de la bomba en el puente. En un último esfuerzo, uno de ellos hace estallar la carga sacrificando su vida a fin de evitar el paso de los seres por el puente. De igual manera, su sacrificio es en vano ya que los seres logran pasar y una sección del puente se derrumba delante de ellos. Dionisio, quien se salva de la terrible explosión recurre a la última opción posible: matar a Nahuel Gomez. Del otro lado del puente Nahuel Gomez en sus pensamientos se da cuenta de lo que pretende el policía y manipulando a Cass-Ava se acerca a Dionisio para que este acierte el disparo, ofreciendo su vida a fin de que la pesadilla termine. El portal comienza a desaparecer y los soldados atacan a las indefensas criaturas en el puente.
El barrio 32-33 se convierte en una horrible colmena llena de esporas y gente infectada. Los mitos buenos entran en la colmena, Yacarí es sorprendida al pasar cerca de una de las viviendas por el ser que atacó a los soldados, el cual resulta ser el hermano de Yasí. Phytrar se revela como traidor atacándola por la espalda y ayudando al hermano de Yasí. En una feroz batalla que termina con las vidas de Krupp-í, Taa-Takuna, Luh-on y Yacarí,  Yasí y su hermano pelean una última vez sin ver que aviones del ejército bombardean todo el barrio.

## Personajes
- Yasi Yateré:

en la mitología original: según la etimología el Yasí Yateré es una derivación del nombre original que significa “fragmento de Luna” en guaraní. De allí que originariamente este personaje contara con el cabello blanco y fuera un personaje nocturno.
En Avá 32-33: Híbrido entre conquistador y humano. Hijo del emperador Tu-pha (en la Mitología Guaraní Tupá) y la bella hija de un cacique guaraní. Aunque criado en secreto entre los guaraníes, fue “re-adoctrinado” y asimilado al ejército de la frontera lejana, en donde fue entrenado por su mentor Kunyu-Ming.
Luego de ser transferido como oficial de la capitana Yacarí, fue puesto al mando de las tropas híbridas en la Tierra luego de que esta fuera transferida. En la crisis de los iluminados decidió cortar todo lazo con el imperio al cerrar los portales.
- Pombero:

en la mitología original: hombre de baja estatura, fornido, moreno y retacón. Con abundante vellosidad en partes específicas y brazos tan largos que los arrastra al caminar. Puede ser amigo o enemigo del hombre, según la conducta de este.

En Avá 32-33: “Phytrar” es un nombre derivado de las palabras Karaí Phare (señor de la noche) en guaraní. Híbrido entre conquistador y especie desconocida. Un ser dispuesto a hacer cualquier cosa con tal de su beneficio. Aunque de carácter agresivo y manipulador siempre busca su propio beneficio en todas las situaciones.
- Kurupí:

en la mitología original: un ser extremadamente feo con manos y pies velludos. No posee coyunturas, por lo que su cuerpo es de una sola pieza. En algunas versiones tiene los pies hacia atrás y un enorme miembro viril que lleva enrollado en su cintura con el cual embaraza a las mujeres de lejos.

En Avá 32-33: El nombre es Krupp-í. Tri-Híbrido obtenido de manera artificial. La idea original al crearlo era ampliar el espectro de ambientes que podría cubrir un soldado de conquista. En un primer momento sus capacidades anfibias y el ser capaz de soportar climas extremos lo hicieron prometedor, pero a medida que crecía, se volvía cada vez menos colaborador y más uraño, por lo que decidieron controlarlo con un collar implantado en su cuello. Luego de quedar atrapado junto a la tropa de híbridos en la Tierra, fue recluido a la zona del Teyú Cuaré (ubicada en Misiones también) lugar del que no podía salir.
La reclusión generó en su conducta un cambio aún más bestial y salvaje que en su vida pasada. Su característica más marcada es su enorme cola, que utiliza como arma de defensa contra sus enemigos.
- Caá Yarí:

en la mitología original: dueña de la yerba mate, diosa de cabellos plateados que regaló a los hombres la planta de la yerba mate.

En Avá 32-33: El nombre es Yacarí. Comandante en jefe de las tropas de conquista, lugarteniente preferida del emperador y temida por todos en cada uno de los mundos conquistados. Su voluptuosa figura fue fundida en las entrañas de una inmensa gema de cuarzo por el Yasí, luego de que ella tratara de abrir nuevamente los portales para volver a su planeta. Su reclusorio perpetuo estaba enclavado en lo más profundo de una mina en Wanda (localidad minera de la Provincia de Misiones). 

- Cass-Ava:

en la mitología original: el nombre del personaje es derivado de la palabra "Cassava".
En Avá 32-33: personaje inspirado en la leyenda de la mandioca. Un ser parásito llamado 'Cass-Ava', nombre derivado de la palabra Cassava (Manihot Esculenta) con la cual se denomina a la planta de la mandioca. Al poseer habilidades telepáticas se une a sus víctimas para controlarlas en su beneficio. Con grandes alas (dactiliformes) como la de los murciélagos sobrevuela la ciudad para poder reabrir los portales y traer su ejército.